# San Juan Bautista joven (Elisabetta Sirani)
San Juan Bautista joven es un cuadro de la pintora barroca Elisabetta Sirani (Bolonia,1638 - idem, 1665), el cual está fechado en 1665. Forma parte de la colección del Museo Soumaya en la Ciudad de México.

## Descripción
En este cuadro se muestra a San Juan Bautista siendo un niño, con el cuerpo desnudo a excepción de la capa que está sujeta a su pecho, y que apoya su pierna derecha sobre una piedra. Detrás de esta, reposa un cordero que significa la imagen del Agnus Dei (traducido del latín, El cordero de Dios). San Juan Bautista sostiene entre sus brazos una cruz de junco, atributo iconográfico común en la representación de este santo como un infante, la cual tiene una cartela en la parte superior y en la que se puede apreciar parcialmente la inscripción Ecce Agnus Dei qui tollit peccata mundi (He aquí el Cordero de Dios, que quita el pecado del mundo), El siguiente día vio Juan a Jesús que venía a él, y dijo: He aquí el Cordero de Dios, que quita el pecado del mundo.(Juan 1, 29) la cual hace referencia, según la liturgia cristiana, al sacrificio que realizaría Jesús en la pasión y crucifixión para la salvación del mundo y su entrada al cielo.
Uno de los aspectos técnicos que se destaca de la obra son los finos detalles en el rostro del santo, así como el uso de luces y sobras de forma muy tenues y que caracterizan la pintura de la artista. En estos, es donde se puede apreciar la distancia técnica que tomó de su maestro Guido Reni.
Sirani recibió numerosos encargos de aristócratas de Bolonia, de ahí su amplia producción pictórica pese a su corta vida. Este cuadro en particular fue encargado para la familia Vassè Pietramellara, y se puede intuir que fue una obra de devoción privada debido a que es de pequeño formato.